# Ren and Strimpy: Adult Party Cartoon
Ren and Stimpy: Adult Party Cartoon var en amerikansk animeret tv-serie for voksne fra 2003 som er skabt af John Kricfalusi. Serien er baseret på den originale børneserie Ren og Stimpy.

## Medvirkende
- John Kricfalusi som Ren
- Eric Bauza som Stimpy
- Ralph Bakshi
- Cheryl Chase
- Harris Peet
- Mike Kricfalusi

## Billy West
Billy West som har stemmelagt Stimpy, fra den originale serie, er ikke med i denne. Billy synes den nye serie var ikke sjov, og hvis han havde stemmelagt ham, vil det smadre hans karriere. Han blev erstatte af Eric Bauza.